# Bill Bailey
Mark Robert Bailey (Bath, Somerset; 13 de enero de 1965), más conocido como Bill Bailey, es un cómico, músico y actor británico. Además de por su larga carrera como actor cómico, Bailey es conocido por su aparición en las comedias televisivas Black Books, Never Mind the Buzzcocks, Have I Got News for You y QI.

## Apariciones en los medios

### 2000
- Tiene un papel menor en la comedia británica El jardín de la alegría.
- Entre 2000 y 2004 coprotagoniza la serie de comedia Black Books, de Channel 4, en el papel de Manny Bianco, acompañado de Dylan Moran y Tamsin Greig.

### 2001
- 19 de julio: Interviene en el programa The 99p Challenge de  Radio 4.

### 2002
- Presta su voz a una campaña publicitaria para el BMW Mini.
- Guioniza e interpreta una serie de anuncios para British Airways en los que, mediante la música, mostraba varios lugares del mundo en tono humorístico.
- Es invitado al programa I'm Sorry I Haven't a Clue, de BBC Radio.

### 2003
- Actúa en el papel del miembro N° 4 del jurado en Doce hombres sin piedad, dirigida por Guy Masterson con motivo del Festival Fringe de Edimburgo de 2003.
- Es invitado del programa Just a Minute de Radio 4 (en dos ocasiones).
- 4 de febrero: es invitado, por segunda vez, del programa The 99p Challenge de Radio 4.
- 21 de octubre: presenta Good Vibrations: The History of the theremin en Radio 4.

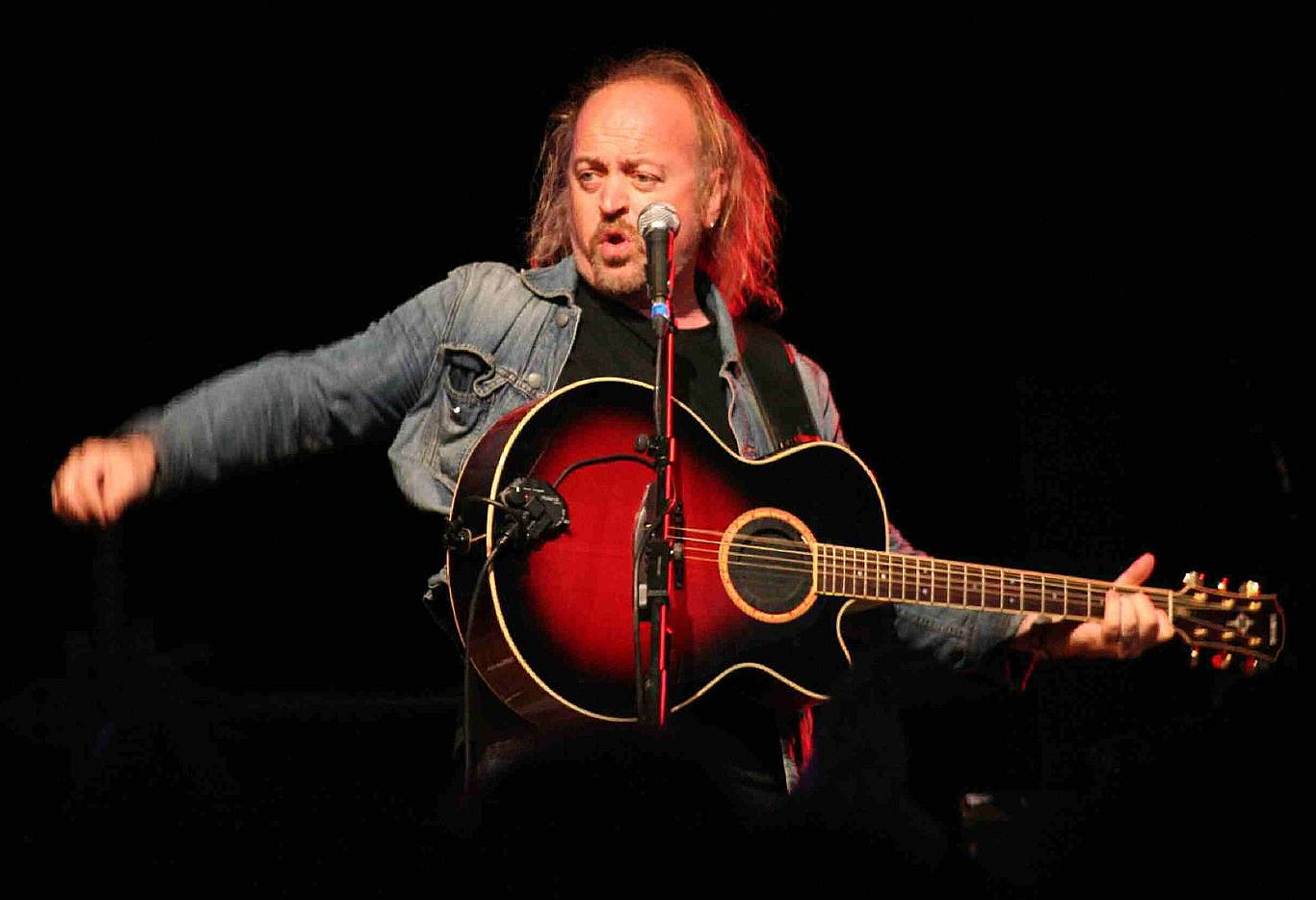
Bailey en concierto en 2007.

### 2005
- Presta su voz al cachalote de la película La guía del autoespista galáctico (de 2005).
- Coprotagoniza, en el papel de Óscar, en La extraña pareja (junto a Alan Davies), dirigida por Guy Masterson con motivo de la edición de 2005 del Festival Fringe de Edimburgo.
- Realiza una de las actuaciones del espectáculo de Birmingham Jasper Carrott's Rock with Laughter, junto con otros intérpretes como Bonnie Tyler, Lenny Henry, Bobby Davro y la compañía Lord of the Dance.
- Regresa como invitado por tercera vez al programa Just a Minute de Radio 4.

### 2006
- 15 de marzo: es entrevistado por Lenny Henry para el espacio Chain Reaction de BBC Radio 4.
- 22 de marzo: regresa a Chain Reaction para entrevistar a Simon Pegg.

### 2007
- Interpreta un papel menor en la película Hot Fuzz, de Simon Pegg y Edgar Wright, en la que encarna a dos sargentos gemelos que trabajan en la comisaría. (En un principio, Bill Bailey también iba a aparecer en la anterior película de Pegg y Wright, Shaun of the Dead. Sin embargo, como se explica en los comentarios del DVD de dicha película, Bailey tenía otros compromisos profesionales por aquella época.)
- Febrero: organiza, produce y protagoniza una serie de sketches del dramaturgo Harold Pinter, en el espectáculo Pinter's People del West End. Como protagonistas, acompañaban a Bailey Kevin Eldon, Sally Phillips y Geraldine McNulty.
- Marzo: hizo una aparición en la International Human Beatbox Convention celebrada en el South Bank Centre de Londres, en la que dio la bienvenida al escenario a Shlomo como evento cumbre del concierto, además de dar muestras de su propia destreza como beatboxer.
- 4 de mayo: fue presentador invitado en un episodio de Have I Got News for You, de la BBC One (papel que volvería a desempeñar el 9 de mayo de 2008).
- Julio: es narrador de Nessy Tales, una serie de libros de lectura animados para niños disléxicos.

### 2008
- Es invitado al espacio Desert Island Discs de BBC Radio 4.
- Febrero: copresenta la primera temporada del espacio de invitados The Museum of Curiosity, de BBC Radio 4.
- 9 de mayo: es presentador invitado de un episodio de Have I Got News for You, de BBC One.
- 9 de junio: es invitado del espacio Desert Island Discs, de BBC Radio 4.[3] Más tarde, ese mismo día, actuó en el papel de Rushton en el primer episodio de la adapación de The Ragged Trousered Philanthropists, de la misma emisora.
- 7 de septiembre: es invitado al programa en directo Rove, de la televisión australiana.[4] En una serie de preguntas que había que responder en 20 segundos, Rove McManus, el presentador, le preguntó una pregunta que formulaba con frecuencia: "¿Por quién te volverías gay?", a lo que Bailey respondió, "el papa".
- Septiembre: actúa como uno de los anfitriones de la gala cómica So You Think You're Funny, parte del Festival Fringe de Edimburgo.[5]
- 11 de octubre: es invitado al programa Lose Ends, de BBC Radio 4.
- 12 de noviembre: actúa en We Are Most Amused, una representación cómica especial en conmemoración del 60.º cumpleaños del Carlos, Príncipe de Gales.

### 2010
- 30 de marzo: participa en Channel 4's Comedy Gala, un espectáculo benéfico celebrado para ayudar al Hospital Infantil de Ormond Street, y que se grabó en directo en el O2 Arena de Londres.
- 27 de junio: es invitado a la sección Star in a Reasonably Priced Car de  Top Gear, haciéndose pasar por Angelina Jolie. Al volante del Kia Cee'd, Bailey registró un tiempo cronometrado de 1:50.8.
- 28 de septiembre: fue el primer invitado del programa de entrevistas A Quiet Word With..., de ABC.[6]

## Giras
- Cosmic Jam (1995)
- Bewilderness (2001)
- Part Troll (2004)
- Steampunk (2006) (Edinburgh Festival)
- Tinselworm (2008)
- Bill Bailey Live (2008–09) (gira con algún material de Tinselworm, pero principalmente nuevo)
- Remarkable Guide to the Orchestra (2009)
- Dandelion Mind (2010)
- Dandelion Mind - Gently Modified (2011)

## DVDs publicados
| Título                            | Fecha de lanzamiento    | Notas                                           |
| --------------------------------- | ----------------------- | ----------------------------------------------- |
| Bewilderness                      | 12 de noviembre de 2001 | En vivo en el Grand Theatre de Swansea          |
| Part Troll                        | 22 de noviembre de 2004 | En vivo en el HMV Hammersmith Apollo de Londres |
| Cosmic Jam                        | 7 de noviembre de 2005  | En vivo en el Bloomsbury Theatre de Londres     |
| Tinselworm                        | 10 de noviembre de 2008 | En vivo en el Wembley Arena de Londres          |
| Remarkable Guide to the Orchestra | 23 de noviembre de 2009 | En vivo en el Royal Albert Hall                 |
| Dandelion Mind                    | 22 de noviembre de 2010 | En vivo en el The O2 (ahora 3Arena) de Dublin   |

## Filmografía
- The James Whale Radio Show (circa 1990) (invitado)
- Maid Marian and her Merry Men (1992). Cameo como un bufón en la corte del Rey Juan.
- Blue Heaven (1994)
- Asylum (1996)
- Space Cadets (1997) (capitán de equipo regular)
- Is It Bill Bailey? (1998)
- Spaced (1999–2001)
- Have I Got News for You (invitado 1999, 2001, 2005; presentador invitado 2007, 2008, 2009, 2011)
- Saving Grace (2000)
- Black Books (2000–2004)
- Jonathan Creek
  - "Satan's Chimney" (2001)
  - "The Tailor's Dummy" (2003)
- Wild West (2002–2004)
- Never Mind the Buzzcocks (2002–2008) (capitán de equipo regular)
- QI (2003–presente) (invitado frecuente)
- "15 Storeys High" – "The Holiday" (2004)
- The Libertine (cameo breve como un consejero de Carlos II de Inglaterra) (2004)
- The Hitchhiker's Guide to the Galaxy (2005) (voz del cachalote)[7]
- Wild Thing I Love You (2006) (presentador)
- Top Gear ("A Star in a Reasonably-Priced Car")
- Hot Fuzz (2007)
- Run Fatboy Run (2007) (cameo)
- Skins (2008)
- Love Soup (2008)
- We Are Most Amused (2008) (especial de televisión)
- Hustle
  - "Return of the Prodigal" (2009)
  - "Diamond Seeker"  (2009)
- Steve's World (2009)
- Burke and Hare (2010)
- Bill Bailey's Bird Watching Bonanza (2010)
- Nanny McPhee and the Big Bang (2010)
- Talkin' 'bout Your Generation (2010); 1 episodio
- Jo Brand's Big Splash (2011); 1 episodio
- Chalet Girl (2011)[8]
- Doctor Who (episodio: "El Doctor, la viuda y el armario") (2011)[9]